# 林文增
林文增（1953年—），汉族，竹笛演奏家，中华人民共和国政治人物，中国歌剧舞剧院院长、党委副书记，第十一届全国政协委员。
2008年，当选第十一届全国政协委员，代表文化艺术界，分入第二十七组。